# I Love Lee Tae-ri
I Love Lee Tae Ri (hay còn gọi là I Love Italy) là một bộ phim truyền hình Hàn Quốc dài 16 tập do kênh truyền hình tvN sản xuất có tựa đề gốc tiếng Hàn là: 아이러브 이태리 (Phiên âm: Aireobeu Itaeri). Bộ phim lên sóng từ ngày 28 tháng 5 năm 2012 đến ngày 17 tháng 7 năm 2012 vào 11 giờ tối thứ hai và thứ ba hàng tuần (giờ Hàn Quốc).
Phim được lồng tiếng trên kênh Let's Việt (VTC9) dưới tên Hoán đổi thân xác, kênh HTV9 của Đài Truyền hình Thành phố Hồ Chí Minh dưới tên Tôi yêu Lee Tae Ri, qua thuyết minh Hùng Thanh.

## Cốt truyện
Geum Eun Dong, 14 tuổi, được đính ước với một cô gái hơn mình 7 tuổi. Cậu bé phát hiện ra cô gái này lại thích một người đàn ông khác. Bị sốc, Eun Dong ước rằng mình có thể bảo vệ được tình yêu của mình. Sau khi ước xong, cậu bé trở thành một chàng trai 25 tuổi.
Lee Tae Ri là người thừa kế của một gia đình giàu có. Là một cô hoàn hảo, hấp dẫn, được tiếp thu nền giáo dục tiên tiến nhưng sau khi bị tổn thương trong tình yêu, cô đã đánh mất lòng tin của mình. Những người thân thì ghen tị, dòm ngó cô và giờ đây, cô luôn tỏ vẻ lạnh lùng, xa cách.
Nhưng rồi, sự xuất hiện đột ngột của cậu bé 14 trong lốt chàng trai 25 tuổi - Geum Eun Dong đã khiến trái tim Lee Tae Ri rung động một lần nữa.

## Diễn viên
- Kim Ki Bum vai Geum Eun Dong
- Park Ye Jin vai Lee Tae Ri
- Yang Jin Woo vai Choi Seung Jae
- JUB (Joo Bi) vai Ha Soon Sim
- Lim Ho vai Geum San
- Lee Moon Su vai Geum Hak Sa
- Soy vai Na Hong Sil
- Jang Yeong Nam vai Oh Mi Ja
- Jang Seo Won vai Hwang Min Gook
- Jeon Yang Ja vai Baek Soo Bok
- Choi Deuk Mun vai cậu của Tae Ri

## Âm thanh trong phim
1. Do It - Sunny Hill[7]
2. 사랑...안녕 (Love...Goodbye) - Jun. K (2PM's Junsu)[8]
3. 우리 사랑할까요 (Shall We Fall in Love) - Jisook (Rainbow) & Min Hoon-ki[9]
4. 이상해요 (It's Strange) - Son Ho-young[10]
5. Rhapsodie Italienne
6. Neo Sonic Chiot courant
7. Swimming pool
8. Valse Italienne Amoureux de toi
9. Neo Sonic un chat sur la bicyclette blue
10. Neo Sonic Italian piece for orchestra in C minor
11. Neo Sonic La Nostalgie
12. Neo Sonic Je suis fou de toi
13. Love Theme for Italy
14. Love Poem
15. Neo Sonic beau moment d'amour
16. Je t'aime l'Italie!
17. Do It Piano version
18. 사랑...안녕 version orchstrale
19. 우리 사랑할까요 Bossanova version
20. Clair de lune

## Phát sóng tại Việt Nam
| Tên kênh          | Thời gian phát sóng (theo ngày)           | Ghi chú                                                                                               |
| ----------------- | ----------------------------------------- | --- |
| VTC9 - Let's Việt | 9 tháng 9 năm 2013 (19:30 hằng ngày)      | - Lồng tiếng - tiếng Việt - Phim được chiếu trên kênh VTC9 - Let's Việt với tựa đề Hoán đổi thân xác. |
| HTV9              | 23 tháng 1 năm 2017 (17:30 thứ 2 - thứ 5) | - Thuyết minh - tiếng Việt - Phim được chiếu trên kênh HTV9 với tựa đề Tôi yêu Lee Tae Ri.            |
| VTC5 - tvBlue     | 5 tháng 1 năm 2018 (20:00 thứ 6 - thứ 7)  | - Thuyết minh - tiếng Việt - Phim được chiếu trên kênh VTC5 - tvBlue với tựa đề Tôi yêu Lee Tae Ri.   |